# Roohallah Jomei
Pour les articles homonymes, voir Jomei (homonymie).
 (mai 2022).
La mise en forme du texte ne suit pas les recommandations de Wikipédia : il faut le « wikifier ».
Les points d'amélioration suivants sont les cas les plus fréquents. Le détail des points à revoir est peut-être précisé sur la page de discussion.
- Les titres sont pré-formatés par le logiciel. Ils ne sont ni en capitales, ni en gras.
- Le texte ne doit pas être écrit en capitales (les noms de famille non plus), ni en gras, ni en italique, ni en « petit »…
- Le gras n'est utilisé que pour surligner le titre de l'article dans l'introduction, une seule fois.
- L'italique est rarement utilisé : mots en langue étrangère, titres d'œuvres, noms de bateaux, etc.
- Les citations ne sont pas en italique mais en corps de texte normal. Elles sont entourées par des guillemets français : « et ».
- Les listes à puces sont à éviter, des paragraphes rédigés étant largement préférés. Les tableaux sont à réserver à la présentation de données structurées (résultats, etc.).
- Les appels de note de bas de page (petits chiffres en exposant, introduits par l'outil «  Source ») sont à placer entre la fin de phrase et le point final[comme ça].
- Les liens internes (vers d'autres articles de Wikipédia) sont à choisir avec parcimonie. Créez des liens vers des articles approfondissant le sujet. Les termes génériques sans rapport avec le sujet sont à éviter, ainsi que les répétitions de liens vers un même terme.
- Les liens externes sont à placer uniquement dans une section « Liens externes », à la fin de l'article. Ces liens sont à choisir avec parcimonie suivant les règles définies. Si un lien sert de source à l'article, son insertion dans le texte est à faire par les notes de bas de page.
- La présentation des références doit suivre les conventions bibliographiques. Il est recommandé d'utiliser les modèles {{Ouvrage}}, {{Chapitre}}, {{Article}}, {{Lien web}} et/ou {{Bibliographie}}. Le mode d'édition visuel peut mettre en forme automatiquement les références.
- Insérer une infobox (cadre d'informations à droite) n'est pas obligatoire pour parachever la mise en page.

Pour une aide détaillée, merci de consulter Aide:Wikification.
Si vous pensez que ces points ont été résolus, vous pouvez retirer ce bandeau et améliorer la mise en forme d'un autre article.
 (mai 2022).
Roohallah Jomei (persan : روح الله جمعه ای) est un journaliste et homme politique iranien . Il a été vice-ministre et conseiller du ministre de l'Intérieur de la République islamique d'Iran et a également été chef de cabinet adjoint de l'agence de presse de la République islamique d'Iran. Ses remarques controversées ont été couvertes à plusieurs reprises par les médias.

## Élection présidentielle de 2009
Il a parlé des efforts illégaux de Mahmoud Ahmadinejad et de l'administration présidentielle pour annoncer sa victoire avant les résultats officiels des élections. Il a déclaré que le 12 juin 2009, l'administration présidentielle lui avait demandé de publier la nouvelle de la victoire d'Ahmadinejad sur l'agence de presse de la République islamique d'Iran avant la fin du scrutin, ce à quoi il s'est opposé. Il dit que la pression exercée par l'institution de la République islamique d'Iran au point de menace a finalement émis l'ordre de publier cette nouvelle de toutes les manières possibles. Il a quitté l'agence de presse IRNA à 22 heures pour protester contre l'implication d'agents en coulisses dans l'information officielle, et cela a été publié quelques minutes plus tard, dans une situation où les bureaux de vote dans de nombreuses parties de Téhéran votaient. 
Cet acte suspect est devenu l'un des soupçons de fraude après les élections,,, .